# Catena di approvvigionamento
La catena di approvvigionamento (in inglese: supply chain) si riferisce al sistema di tutte le attività, organizzazioni, persone, informazioni e risorse coinvolte nell'intero processo, dalle materie prime alla consegna del prodotto finale ai consumatori.
La catena di approvvigionamento comprende varie fasi come l'approvvigionamento delle materie prime, la produzione, lo stoccaggio, il trasporto, la distribuzione e la vendita al dettaglio. Ogni fase coinvolge più partecipanti, come fornitori, produttori, distributori e rivenditori.

## Obiettivo
L'obiettivo della catena di approvvigionamento è di consegnare prodotti o servizi ai clienti finali al costo più basso, nel minor tempo possibile, con la massima qualità ed efficienza. Una gestione efficace della catena di approvvigionamento può aiutare le aziende a ridurre i costi, migliorare i tempi di risposta, migliorare il livello di servizio al cliente e quindi migliorare la competitività dell'azienda.